# سیلینگتال
سیلینگتال (به آلمانی: Zillingtal) یک شهر در اتریش است که در ناحیه آیزنشتات-اومگه‌بونگ واقع شده‌است. سیلینگتال ۸۸۹ نفر جمعیت دارد.